# Opius opacus
Opius opacus är en stekelart som beskrevs av Fischer 1968. Opius opacus ingår i släktet Opius och familjen bracksteklar. Inga underarter finns listade i Catalogue of Life.